# Simon Deutz
Pour les articles homonymes, voir Deutz (homonymie).
Simon Deutz, né à Coblence en 1802 et mort en Louisiane en 1844, également connu sous le nom de « Hyacinthe de Gonzague » puis de « Sylvain Delatour », fut l'homme qui livra en 1832 la duchesse de Berry aux autorités de la monarchie de Juillet.

## Biographie
Simon Deutz était le troisième enfant d'Emmanuel Deutz, grand-rabbin de France d'origine juive alsacienne.
Il trouva, sous la Restauration, dans la conversion au catholicisme, un moyen de promotion. Il fit un voyage à Rome où il reçut le baptême le 3 février 1828 avec un parrain et une marraine très prestigieux, le duc de Laval, alors ambassadeur à Rome, et la duchesse de Berry ; il choisit « Hyacinthe » comme prénom chrétien, et le cardinal Bernetti lui fit un passeport romain au nom de « Hyacinthe de Gonzagues ». Son beau-frère, le rabbin David-Paul Drach, s'était lui aussi converti au catholicisme, mais dans des circonstances différentes, pleines de piété et sans aucune mondanité.
Simon Deutz, devenu Hyacinthe de Gonzague, séjourna à Rome sous la protection de son parrain le Duc de Laval qui le présenta à la Caroline de Bourbon, duchesse de Berry lors de son séjour à Rome où, le 14 décembre 1831, elle avait épousé secrètement le comte Lucchesi-Palli, fils cadet du prince de Campofranco, et où elle revint passer l'été.
Devenu agent de liaison de la duchesse de Berry, et connaissant donc le lieu où elle se cachait, Deutz proposa en 1832 à Montalivet de la lui livrer, mais le ministre de l'Intérieur ne donna pas suite : on espérait encore que la duchesse de Berry quitterait la France de son plein gré. Lorsqu'elle devint le personnage clef de l'insurrection de l'Ouest de la France, Adolphe Thiers, qui avait succédé à Montalivet au mois d'octobre 1832, accepta sans états d'âme les conditions de Deutz : 500 000 francs, somme énorme dont le reçu, daté du 17 novembre 1832, a été retrouvé par Changy.
La trahison de Simon Deutz, qui mit fin au projet de restauration des légitimistes, provoqua des réactions antisémites. Simon Deutz écrivit un livre pour justifier son acte. Cet ouvrage autobiographique présente l'affaire qui lui a valu sa renommée sous un tout autre jour que ce qu'en a retenu la postérité.

Dans « À l'homme qui a livré une femme » qui fait partie des Chants du Crépuscule, Victor Hugo le range parmi 

« Les fourbes dont l’histoire inscrit les noms hideux,
Que l’or tenta jadis, mais à qui d’âge en âge
Chaque peuple en passant vient cracher au visage »

L'histoire de sa vie inspira à l'écrivain Johannès Gravier un mélodrame qui fut joué à Paris, au Théâtre-Libre fondé par André Antoine.

## Publications
- Arrestation de Madame, Paris, 1835.